# Џон Стајнбек
Џон Ернст Стајнбек Млађи (енгл. John Ernst Steinbeck Jr.; Салинас, 27. фебруар 1902 — Њујорк, 20. децембар 1968), био је амерички књижевник и нобеловац. Књижевни успех постигао је романом Кварт Тортиља из 1935. године, а његова најчувенија дела су О мишевима и људима, Плодови гнева, Источно од раја и Зима нашег незадовољства, за коју је 1962. године добио Нобелову награду за књижевност. Називали су га „гигантом америчких писама.” Грожђе гнева (1939), награђено Пулицеровом наградом, сматра се Стајнбековим ремек-делом и делом америчког књижевног канона. У првих 75 година након што је објављен, продат је у 14 милиона примерака.

## Биографија
Џон Стајнбек је рођен 27. фебруара 1902. године у калифорнијском граду Салинасу у САД. Његов отац, истоимени Џон Ернст Стајнбек, обављао је више послова током живота, а једно време је радио као благајник округа Монтереј. Мајка, Оливија Хемилтон била је учитељица по професији.
Џон Стајнбек је одрастао је у малој и плодној долини недалеко од пацифичке обале. Као дечак и младић радио је преко лета на фармама са сезонским радницима. После завршетка средње школе у Салинасу, нередовно је похађао Енглеску књижевност на Универзитету Станфорд од 1919. до 1925. године.
У наредном периоду је покушавао да се пробије као писац. Зарађивао је за живот као радник и новинар у Њујорку, а потом као туристички водич, чувар имања и у риболовишту на језеру Тахо, све време пишући свој први роман Златни пехар (енгл. Cup of Gold, 1929). У Тахоу је упознао своју прву супругу Карол Хенинг. Брак је склопљен 1930. године у Лос Анђелесу, где је пар живео око пола године. Супружници су се затим настанили у Пацифик Гроуву, у кући Џоновог оца, недалеко од града Монтереј. Џон се посветио писању и ускоро је објавио два романа: Рајске пашњаке (Pastures of Heaven, 1932) и Земљи и Небу (To a God Unknown, 1933).
Прекретница за Џона Стајнбека било је објављивање збирке прича Кварт Тортиља (Tortilla Flat, 1935) о монтерејским паисаносима. Она је добила позитивне критике и донела Стајнбеку популарност и финансијску стабилност. Уследило је објављивање Неизвесне битке (In Dubious Battle, 1936), О мишевима и људима (Of Mice and Men, 1937) и по, мишљењу многих, његовог најбољег дела Плодова гнева (The Grapes of Wrath, 1939). Плодови гнева донели су му 1940. године Пулицерову награду за књижевност.
Џон Стајнбек је писао на основу искуства, опсежних истраживања и посматрања људских стања, експериментишући и правећи заокрете.
Током Другог светског рата био је ратни дописник за једне њујоршке новине, прикупљајући грађу и за своја дела. За тај период везане су: Бомбе су бачене (Bombs Away, 1942), контроверзна новела-драма Месец је зашао (The Moon is Down, 1942), Руски дневник (A Russian Journal, 1948), и колекција депеша из рата, Једном је био рат (Once There Was a War) 1958).
Писац се након рата враћао и социјалној критици, и то у делима Гужва у фабрици (Cannery Row, 1945), Залутали аутобус (The Wayward Bus, 1947) и Бисер (The Pearl, 1947), која су прожета опуштенијим и сентименталнијим тоном у односу на своја ранија дела.
У својим позним Годинима писао је интензивно и бавио се разним темама. Делима Ватрена светлост (Burning Bright, 1950), Источно од раја (1952) и Зима нашег незадовољства (The Winter of Our Discontent, 1961) настојао да потврди статус водећег романописца. Ватрена светлост је драмски комад упакован у роман, драма о моралу која се окреће око супружника Џоа и Мордин Саул. Источно од раја је монументална сага о долини Салинас, хроника пишчеве породице и алегоријски роман о идентитету, тузи и човечности који је наменио својим синовима. Роман Зима нашег незадовољства је прича о самоспознаји и жудњи која истовремено даје морални потрет Америке шездесетих година 20. века. Иако су критичари били мишљења да се ова дела нису могла мерити са његовим ранијим постигнућима, Џон Стајнбек је за роман Зима нашег незадовољства добио Нобелову награду за књижевност 1962. године.
Књижевна дела Џона Стајнбека добила су низ филмских екранизација. Сам Стајнбек је написао неколико сценарија, за документарни филм Заборављено село (1941), у коауторству за играни филм Бисер (1947), за Црвеног понија (1949) и биографски филм Вива Запата (1949).
Писац је последње деценије свог живота провео у Њујорку и Саг Харбору. Женио се три пута и имао је двоје деце. Са својом првом женом, Карол Хенинг, развео се 1942. године. Од 1943. до 1948. био је ожењен са Гвиндолин Конгер и из тог брака је добио синове Томаса и Џона. Са трећом женом Елејн Андерсон Скот био је у браку од 1950. до своје смрти 1968. године. Написао је преко двадесет књига: романа, новела, збирки прича.

## Важнија дела
- Кварт Тортиља (1935)
- О мишевима и људима (1939)
- Плодови гнева (1939)
- Источно од раја (1952)
- Зима нашег незадовољства (1961)
- Путовања са Чарлијем (1962)